# الدحض البابوي

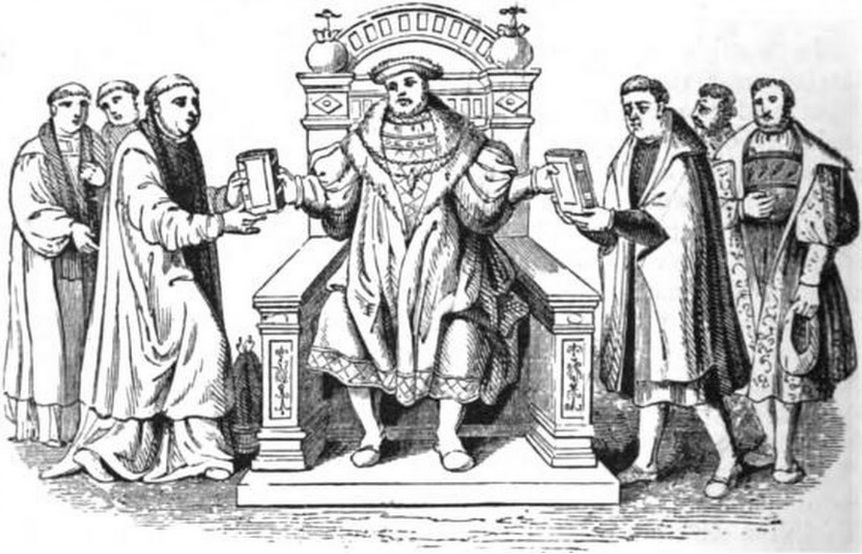

الدحض البابوي (Confutatio Pontificia) نص أصدره الإمبراطور شارل الخامس عام 1530 رداً على إقرار أوغسبورغ . مناسبة والغرض من هذا النص يردان في مقدمة نفس الدحض .